# わらの犬 (2011年の映画)
『わらの犬』（Straw Dogs）は、ロッド・ルーリー監督・脚本による2011年のアメリカ合衆国のサイコスリラー映画。ゴードン・ウィリアムズの小説『トレンチャー農場の包囲』を原作としたサム・ペキンパーの1971年の同名映画のリメイク。主演はジェームズ・マースデンとケイト・ボスワース。2人は『スーパーマン リターンズ』でも夫婦役だった。

## あらすじ
脚本家のデヴィッド・サムナー（ジェームズ・マースデン）とその妻で女優のエイミー（ケイト・ボスワース）は都会の喧騒を逃れて、ロサンゼルスからエイミーの故郷であるミシシッピ州の田舎町・ブラックウォーターに移り住む。
だが、裕福なデヴィッドと美しく華やかなエイミーは、エイミーの元恋人チャーリー（アレクサンダー・スカルスガルド）ら地元の粗野な男たちから攻撃の対象にされ、ついにはエイミーがチャーリーの仲間にレイプされてしまう。さらにある事件が発生、2人はたちまち窮地に立たされる。恐怖に陥ったデヴィッドは、徐々に凶暴な世界へと転落していく。

## キャスト
| 役名                   | 俳優                           | 日本語吹替 |
| ---------------------- | ------------------------------ | ---------- |
| デヴィッド・サムナー   | ジェームズ・マースデン         | 佐藤拓也   |
| エイミー・サムナー     | ケイト・ボスワース             | 木下紗華   |
| チャーリー・ヴェナー   | アレクサンダー・スカルスガルド | 荻野晴朗   |
| "コーチ"・トム・ヘドン | ジェームズ・ウッズ             | 浦山迅     |
| ジェレミー・ナイルズ   | ドミニク・パーセル             | 長島真祐   |
| ノーマン               | リス・コイロ                   |            |
| クリス                 | ビリー・ラッシュ               |            |
| ジョン・バーク保安官   | ラズ・アロンソ                 | 竹田雅則   |
| ジャニス・ヘドン       | ウィラ・ホランド               |            |
| ダニエル・ナイルズ     | ウォルトン・ゴギンズ           |            |
| コーチ・ミルケン       | アンソン・マウント             |            |
| ビック                 | ドリュー・パウエル             |            |

## 製作
撮影は2009年8月16日にルイジアナ州シュリーブポートとビビアンで始まった。

## 評価

### 興行収入
2011年9月16日に北米で公開され、初日に198万ドル、週末3日間で510万ドルを売り上げた。

### 批評家の反応
Rotten Tomatoesでは119件のレビューで支持率は41%となり「このリメイクではプロットを合理化しようとするが、最終的に致命的な失敗となり、暴力を賞賛している」とまとめられた。Metacriticでは29件のレビューで加重平均地は45/100となった。
『フィラデルフィア・インクワイアラー』のチャーリー・リッキーは4ツ星満点で1ツ星半を与え、「（『わらの犬』は）人間とマッチョな動物であることの違いの実証例として成功している。しかしながらホーム・インベージョン・スリラーとして興味を引くことには失敗している」と評した。
『シカゴ・トリビューン』のマイケル・フィリップスは4ツ星満点で1ツ星を与え、「ミスキャストで、技術的にかろうじて機能的で、馬鹿げていて、不必要である」と述べて本作を「マヌケなリメイク」と呼んだ。